# Erik Wengström
Per Erik Wengström, född 19 december 1908 i Trollhättan, död 16 januari 1975 i Borås, var en svensk redaktör och tecknare.
Han var son till industritjänstemannen Pehr Wengström och Gerda Stensson och från 1951 gift med dansaren Gunvor Marianne Sohlgren. Wengström var medarbetare som tecknare och redaktör vid Göteborgs Handels- och Sjöfarts-Tidning 1948–1954 och därefter vid Borås Tidning. Som tecknare utförde han illustrationer till egna artiklar och kåserier samt skämtteckningar. 